# راوية يحياوي
راوية يحياوي (بالإنجليزية: Raouia Yahiaoui)‏ من موليد 27 أبريل 1968 بالشرفة ولاية البويرة، شاعرة وباحثة أكاديمية جزائرية، لها عدة اسهامات في مجال الأدب والشعر على المستوي المحلي الجزائري والدولي.

## التحصيل الدراسي
خريجة معهد الآداب واللغة بجامعة مولود معمري، تحصلت على شهادة الماجستير عن بحث حول «بنية القصيدة في شعر أودنيس» سنة 2000، وشهادة الدكتوراه عن بحث حول «شعر أودنيس من القصيدة إلى الكتابة» في سنة 2010، وهي شاعرة وباحثة أكاديمية.
و تشتغل حاليًا أستاذة جامعية بقسم الأدب العربي، كلّية الآداب واللّغات بجامعة مولود معمري في تيزي وزو.

## النشاطات العلمية والثقافية

### العضويّة في المجلات الوطنيّة
- عضو وخبيرة في هيئة تحرير مجلّة الخطاب، دوريّة محكّمة تعنى بالدّراسات والبحوث العلميّة في اللّغة والأدب، يصدرها مخبر تحليل الخطاب جامعة مولود معمري.
- عضو وخبيرة في الهيئة العلميّة لمجلّة الأفق وهي مجلّة جامعيّة علميّة محكّمة تعنى بالدّراسات الأدبيّة والنّقديّة واللّسانيّة باللّغتين العربيّة والفرنسيّة يصدرها معهد الآداب واللّغات بالمركز الجامعي لغليزان.
- عضو في تحكيم مقالات مجلّة رؤى فكريّة، العدد الأوّل وهي مجلّة علميّة محكّمة تصدر عن مخبر الدّراسات اللّغويّة والأدبيّة بجامعة سوق أهراس.
- عضو في الهيئة الاستشارية لمجلّة دفاتر مخبر الشّعريّة الجزائريّة، وهي دوريّة علميّة أكاديميّة   محكّمة تصدر عن مخبر الشّعريّة الجزائريّة جامعة محمد بوضياف المسيلة منذ العدد الثّالث الصّادر في أكتوبر 2016 إلى يومنا هذا.
- رئيسة تحرير مجلّة التّبيين وهي ثقافيّة محكّمة ومتنوّعة، تصدر عن الجمعيّة الثّقافيّة الجاحظيّة ابتداءً من العدد 38 الصّادر في 2013 إلى 2017.
- عضو في الهيئة الاستشارية لمجلة قضايا الأدب، مخبر قضايا الأدب المغاربي، جامعة أكلي  محند أولحاج البويرة، ابتداءً من 2017.

### العضويّة في المجلات الدّوليّة
- عضو في اللّجنة العلميّة لمجلّة كليّة الآداب وهي محكّمة نصف سنويّة تصدر عن كليّة الآداب والعلوم الإنسانية ظهر المهراز فاس ابتداءً من  العدد19إلي 35، 2014/ العدد 20 الصّادر في 2014 إلى العدد 21 الصّادر في 2015.
- عضو في هيئة تحرير مجلّة الاستهلال وهي مجلّة علميّة محكّمة متخصّصة في السّرد العربي وقضاياه، فاس المملكة المغربيّة.
- عضو في اللّجنة العلميّة لمجلّة «مقاربات» الخاصة بالعلوم الإنسانيّة، وهي مجلة محكّمة تهتم بالبحث العلمي، تصدر عن مؤسسة مقاربات بفاس، المملكة المغربيّة بدءاً من العدد 15 الصّادر في عام 2013 إلى يومنا هذا.
- عضو في اللجنة العلميّة لمجلة دراسات في الإنسانيات وهي علميّة محكّمة نصف سنويّة، تصدر عن المعهد العالي للدّراسات التّطبيقيّة في الإنسانيات، جامعة قفصة، تونس، ابتداءً من العدد 2 جوان 2016 إلى يومنا هذا.

### المقالات العلميّة
- نشر مقال في مجلة كليّة الآداب والعلوم الإنسانيّة، وهي مجلة محكمة نصف سنويّة، تصدر عن كليّة الآداب والعلوم الإنسانيّة، جامعة سيدي محمد بن عبد الله، ظهر المهراز، فاس، المغرب، العدد 21، السنة عنوان المقال: العتبات والتّشكيل البصري في المنجز النّقدي: (إحكام صنعة الكلام) بي القاسم الكلاعي.
- نشر مقال في مجلّة كليّة الآداب والعلوم الإنسانيّة، وهي مجلة محكّمة نصف سنويّة، تصدر عن كليّة الآداب والعلوم الإنسانيّة، جامعة سيدي محمد بن عبد الله، ظهر المهراز، فاس، المغرب، العدد 23/24، عدد مزدوج، السّنة الثّامنة والثّلاثون، 2016، المقال بعنوان: تعريّة الأنساق في روايات فضيلة الفاروق: (مزاج مراهقة وتاء الخجل واكتشاف الشّهوة)
- نشر مقال في مجلّة السّيميائيات، وهي مجلّة دوريّة محكّمة، تصدر عن مختبر السّيميائيات وتحليل الخطابات، جامعة أحمد بن بلة وهران، الجزائر، العدد الخامس، 2015، عنوان المقال: تهشيم الأنساق وأفق التّحوّل في (الكتاب أمس المكان الآن) لأدونيس
- نشر مقال في مجلّة دراسات في الإنسانيات وهي مجلّة علميّة محكّمة، نصف سنويّة، تصدر عن المعهد العالي للدّراسات التّطبيقيّة في الإنسانيات، جامعة قفصة، تونس، العدد 2، عنوان المقال: تمثّلات الأمومة في ديوان «حسّان النغم» لمها خير بك ناصر.
- نشر مقال في كتاب جماعي بعنوان: أعمال ندوة دوليّة في موضوع: جدليّة النّقد والإبداع في الآداب والعلوم الإنسانيّة، كليّة الآداب والعلوم الإنسانيّة، جامعة مولاي إسماعيل، مكناس، 2016، عنوان المقال: جدليّة الإبداع في المنجز النّصي وتحوّل نظريّة الأجناس الأدبيّة..
- نشر مقال في مجلة كلية الآداب واللغات، وهي مجلة دورية دولية علمية محكمة تصدرها كلية الآداب واللغات جامعة بسكرة،  العدد22 ، عنوان المقال: المضمر الثقافي في تمثل الشعراء النقاد لصورة المرأة الجزائرية.
- نشر مقال في مجلّة الممارسات اللّغويّة، وهي مجلّة أكاديميّة محكّمة، يصدرها مخبر الممارسات اللّغويّة في الجزائر، جامعة مولود معمري، تيزي وزو، العدد 7، عام 2012، عنوان المقال: شعريّة الإيقاع في ديوان الجاحظيّة.
- نشر مقال في كتاب جماعي بعنوان: الأناشيد الوطنيّة ودورها التّعبوي خلال الثّورة جامعة مولود معمري، تيزي وزو، 2013، عنوان المقال: الأنساق الثّقافيّة وخصوصياتها في الأناشيد الوطنيّة
- نشر مقال في مجلّة النّاص، وهي دورية فصليّة علميّة  محكّمة، تصدرها كليّة الآداب واللّغات، جامعة الصديق بن يحي، جيجل، العدد 15، جوان 2014، عنوان المقال: جهود مدرسة كونسطانس الألمانيّة في جماليّة التّلقي
- نشر مقال في كتاب جماعي بعنوان: محاضرات الملتقى الدولي الثامن، السيمياء والنص الأدبي، الصادر عن جامعة محمد خيضر ببسكرة، الجزائر، عنوان المقال: تمثل المنجز الأكاديمي الجامعي لسيميائيات الأهواء .
- نشر مقال في مجلّة معارف، وهي مجلّة علميّة محكّمة تصدر عن جامعة أكلي محند أولحاج، البويرة، العدد 18، جوان 2016، عنوان المقال: تسريد الشّعر في المنجز النّصّي الشّعري النّسائي الجزائري، قصيدة «سحر» لزهرة بلعالية وقصيدة «أبجدية الحياة المهجاة» لنوارة لحرش أنموذجين.
- نشر مقال في مجلّة الخطاب، وهي مجلة دورية محكّمة تعنى بالدّراسات والبحوث العلميّة في اللّغة والأدب، يصدرها مخبر تحليل الخطاب، بجامعة تيزي وزو، العدد 24، 2017، عنوان المقال: لا وعي النّصّ في ديوان أنفاس اللّيل لأحمد حيدوش.
- نشر مقال في مجلة قضايا الأدب، وهي مجلة محكمة يصدرها مخبر قضايا الأدب المغاربي، جامعة أكلي محند أولحاج، البويرة، العدد الثالث، ديسمبر 2017، عنوان المقال: الانتماء الشعري في النصوص المشاركة في «عكاظية الجزائر للشعر العربي».

## المؤلفات
1. كتاب شعر أدونيس البنية والدّلالة الصّادر عن اتحاد الكتّاب العرب بدمشق 2008.
2. البنية والدلالة في شعر أدونيس، الطبعة 2، عن دار ميم للنشر، 2014،  ردمك: 4-142-499-977-978.
3. كتاب: من القصيدة إلى الكتابة، دراسة في تحوّلات النص الشعري  في «الكتاب» لأدونيس، دار رؤية للنشر، القاهرة، 2015، ردمك: 4- 142- 499- 977- 978.
4. كتاب «من قضايا الأدب الجزائري المعاصر، قراءات في مختلف الخطابات»، دار ميم للنّشر، الجزائر، 2018، ردمك: ISBN : 978-9931-585-38-1

### مؤلفات مشتركة
1. كتاب: الشّعر النّسوي والفنون، جماليات التلاقي، مقالات ونصوص شعريّة، منشورات محافظة المهرجان الثقافي الوطني للشّعر النّسوي، ط1، 2013، قسنطينة.
2. كتاب: المرأة والثورة ... الحركيّة والإبداع، مقالات ونصوص شعريّة، ط 1، منشورات محافظة مهرجان الثقافي الوطني للشّعر النّسوي، 2014، قسنطينة.

### المجموعات الشعرية
1. المجموعة الشّعرية الموسومة ب «ربّما» الصّادرة عن الجاحظية 2007، ردمك: 6-069-46-9961-978.
2. مجموعة شعرية الموسومة ب «كلك في الوحل وبعضك يخاتل»، دار ميم للنّشر، 2014، ردمك:0-  77- 863- 9947- 978.
3. أنا لا أحد، 2021 دار مقاربات فاس المغرب

## المخطوطات التي تناولت شعرها

### بعض مخطوطات الدّكتوراه تناولت شعرها
- خطاب العتبات في الشعر الجزائري، مخطوط أطروحة دكتوراه من إعداد روفية بوغنوط قسم اللغة العربية جامعة أم البواقي: نوقشت 2017.
- أشكال القصيدة الجزائرية المعاصرة في ضوء نظرية الأجناس الأدبية، مخطوط أطروحة دكتوراه من إعداد نوارة ولد احمد، قسم اللغة العربية وآدابها، جامعة مولود معمري بتيزي وزو، نوقشت: 12/9/2017.
- الرؤيا في القصيدة الجزائرية المعاصرة، مخطوط أطروحة دكتوراه من إعداد يحيى سعدوني، قسم اللغة العربية وآدابها جامعة مولود معمري بتيزي وزو، نوقشت: 25/6/2018.

### بعض المقالات التي درست شعرها
- الحس الأنثوي عند الشاعرة الجزائرية وإشكالية تلقيه، من إعداد أ.د علي ملاحي، ضمن كتاب الشعر النسوي والفنون، جماليات التلاقي، منشورات محافظة المهرحان الثقافي الوطني للشعر النسوي ط1، 2013.
- تداول التراث وتداوليته في الخطاب الشعري النسائي الجزائري من اعدادا أ. د ذهبية حمو الحاج، مجلة لغة كلام العدد الأول، 2015، مختبر اللغة والتواصل، المركز الجامعي أحمد زبانة بغليزان .
- معالم فنّية في شعر راوية يحياوي، قصيدة «قيظ السّريرة» أنموذجا، من إعداد د/فرحات بلولي، ضمن كتاب قضايا الشعر الجزائرئ المعاصر، أعمال اليوم الدراسي، منشورات دار الخلدونية ط، 12016.
- النص الغائب في الكتابة الشعرية النسائية المغاربية وكفاءة القارئ الأدبية لرزيقة بوشلقية.مجلة قضايا الأدب، مخبر قضايا الأدب المغاربي، جامعة أكلي محند أولحاج، البويرة، العدد الثالث، ديسمبر 2017.

### بعض الكتب التي درست شعرها
- كتاب خطاب الأنساق، الشعر العربي في مطلع الألفية الثالثة لآمنة بلعلى، دار الاتشار العربي، ط1، بيروت 2014.
- كتاب التشكيل الفني في الشعر النسائي الجزائري المعاصر لرزيقة بوشلقية، دار ميم للنشر، ط1 2015.
- كتاب في قضايا الخطاب والتداولية لذهبية حمو الحاج، دار كنوز المعرفة للنشر والتوزيع، ط1، الأردن 2016.